# Ян Лазарський
Ян Лазарський (пол. Jan Łazarski, 26 жовтня 1892 — 11 серпня 1968) — польський велогонщик.
Срібний призер Олімпійських Ігор 1924 року в командній гонці переслідування.